# Gunnar Nordström
Gunnar Nordström (12 de marzo de 1881 - 24 de diciembre de 1923) fue un físico teórico finlandés mejor recordado por su teoría de la gravitación, que fue uno de los primeros competidores de la relatividad general. Los escritores modernos a menudo designan a Nordström como El Einstein de Finlandia debido a su trabajo novedoso en campos similares usando métodos análogos a los de Einstein.

## Educación

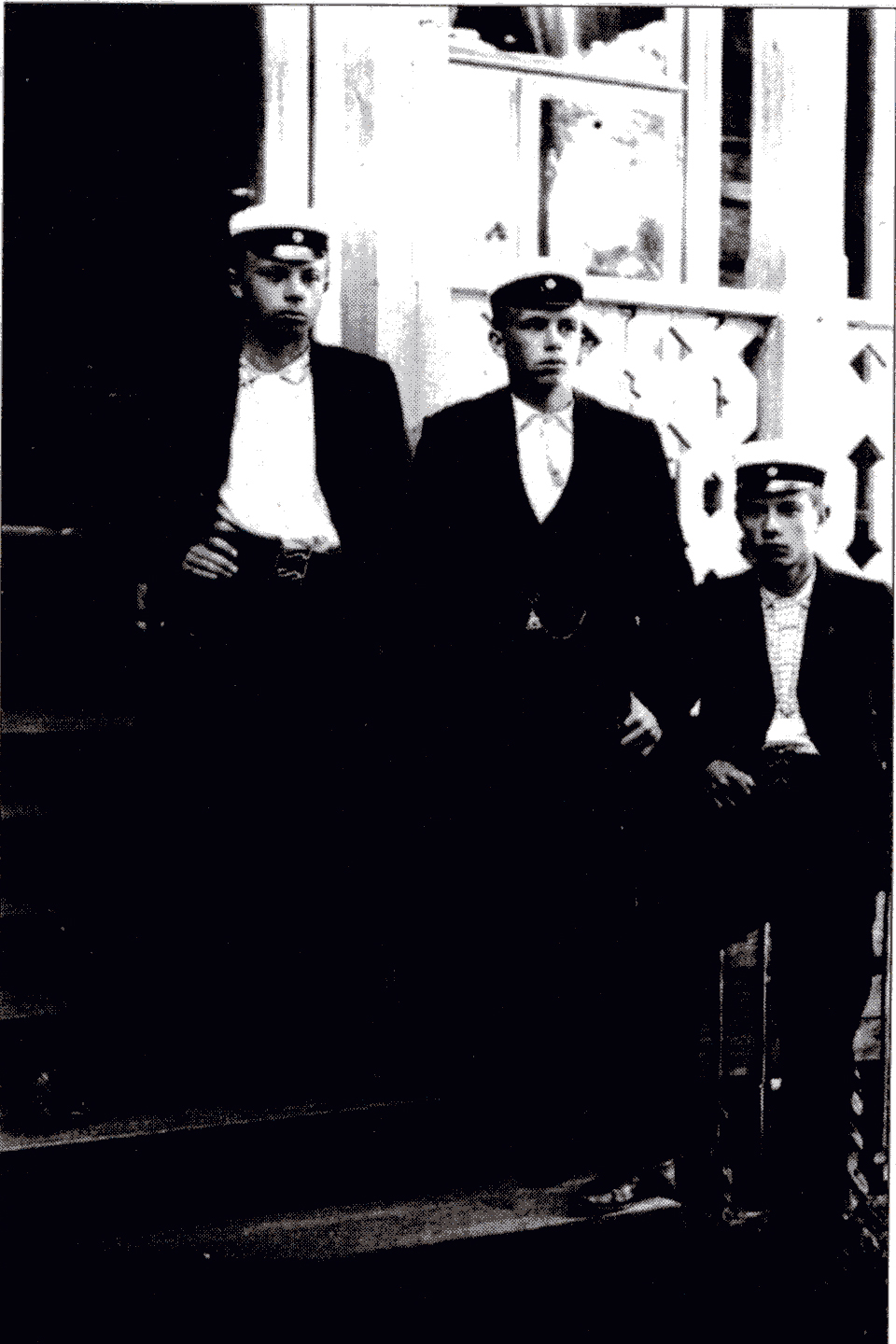
Tres graduados, Gunnar Nordström a la izquierda (1900)

Nordström se graduó en el instituto Brobergska skolan, en el centro de Helsinki, en 1899. Primero estudió ingeniería mecánica y en 1903 se graduó en el Instituto Politécnico de Helsinki, que más tarde pasó a llamarse Universidad Politécnica de Helsinki y hoy forma parte de la Universidad Aalto. Durante sus estudios se interesó por temas más teóricos, por lo que, tras graduarse, cursó estudios de máster en ciencias naturales, matemáticas y economía en la Universidad de Helsinki (1903-1907).
Nordström se trasladó entonces a Gotinga, Alemania, donde le habían recomendado estudiar química física. Sin embargo, pronto perdió el interés por ese campo y se trasladó a estudiar electrodinámica, un campo por el que la Universidad de Gotinga era famosa en aquella época. Regresó a Finlandia para completar su tesis doctoral en la Universidad de Helsinki en 1910 y convertirse en profesor de la universidad. Posteriormente, se sintió fascinado por el novedoso y pronto floreciente campo de la gravitación y quiso trasladarse a los Países Bajos, donde trabajaban científicos que habían contribuido a ese campo, como Hendrik Lorentz, Paul Ehrenfest y Willem de Sitter. Nordström pudo trasladarse a Leiden en 1916 para trabajar con Ehrenfest, en plena Primera Guerra Mundial, gracias a su pasaporte ruso. Nordström pasó un tiempo considerable en Leiden, donde conoció a una estudiante de física holandesa, Cornelia van Leeuwen, con la que tuvo varios hijos[3]. Tras la guerra, rechazó una cátedra en la Universidad de Berlín, puesto que se concedió a Max Born, para regresar a Finlandia en 1918 y ocupar primero la cátedra de física y más tarde la de mecánica en la Universidad Politécnica de Helsinki.
Una de las claves del éxito científico de Nordström fue su capacidad para aprender a aplicar la geometría diferencial a la física, un nuevo enfoque que también acabaría conduciendo a Albert Einstein a la teoría de la relatividad general. Pocos científicos de la época en el mundo fueron capaces de utilizar eficazmente esta nueva herramienta analítica, con la notable excepción de Ernst Lindelöf.